# Litsea burckelloides
Litsea burckelloides är en lagerväxtart som beskrevs av A. C. Smith. Litsea burckelloides ingår i släktet Litsea och familjen lagerväxter. Inga underarter finns listade i Catalogue of Life.